# Öxnevalla socken
Öxnevalla socken i Västergötland ingick i Marks härad, ingår sedan 1971 i Marks kommun och motsvarar från 2016 Öxnevalla distrikt.
Socknens areal är 45,91 kvadratkilometer varav 38,86 land. År 2000 fanns här 405 invånare.  Kyrkbyn Öxnevalla med sockenkyrkan Öxnevalla kyrka ligger i socknen.   

## Administrativ historik
Socknen har medeltida ursprung.
Vid kommunreformen 1862 övergick socknens ansvar för de kyrkliga frågorna till Öxnevalla församling och för de borgerliga frågorna bildades Öxnevalla landskommun. Landskommunen uppgick 1952 i Horreds landskommun som 1971 uppgick i Marks kommun.
1 januari 2016 inrättades distriktet Öxnevalla, med samma omfattning som församlingen hade 1999/2000.  
Socknen har tillhört län, fögderier, tingslag och domsagor enligt vad som beskrivs i artikeln Marks härad. De indelta soldaterna tillhörde Älvsborgs regemente, Livkompaniet och Västgöta regemente, Elfsborgs kompani.

## Geografi
Öxnevalla socken ligger nordost om Varberg med Viskan i nordväst, Tolken i öster och Västra Öresjön i norr. Socknen har odlingsbygd i ådalar och vid sjöarna och är i övrigt en skogsbygd på Öxnevallsplatån, bestående av isälvsgrus.
Genom socknen går riksväg 41 mellan Varberg och Borås och här ligger ruinerna efter George Seatons jaktslott.

## Fornlämningar
Boplatser från stenåldern är funna. Från bronsåldern finns gravrösen. Från järnåldern finns två gravfält.

## Namnet
Namnet skrevs 1393 Yxnewallä och kommer från en bebyggelse vid kyrkan. Namnet innehåller yxna, 'oxe' och vall, 'slät, gräsbevuxen mark'.